# Rotes Haus (Trier)

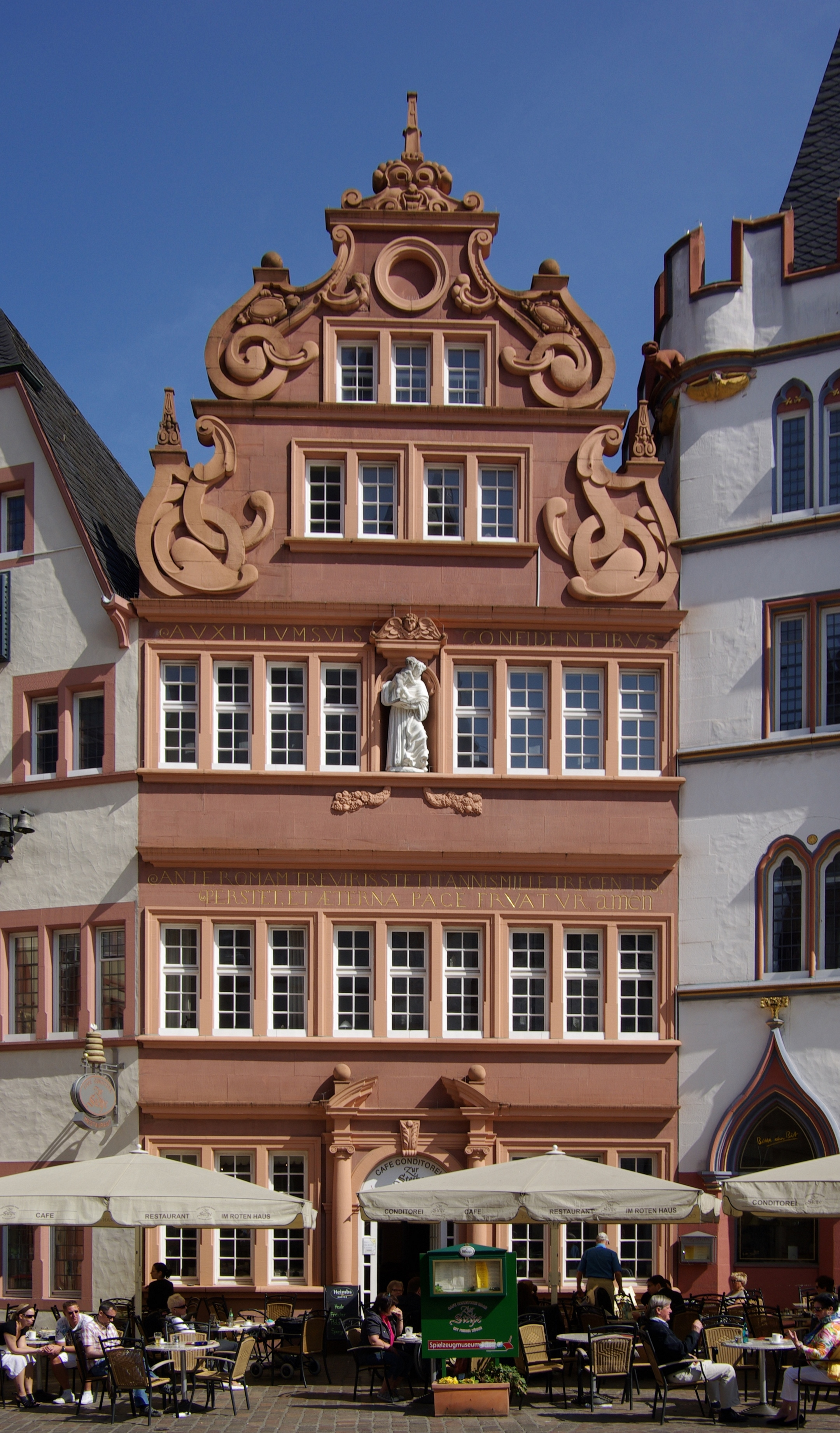
Das Rote Haus

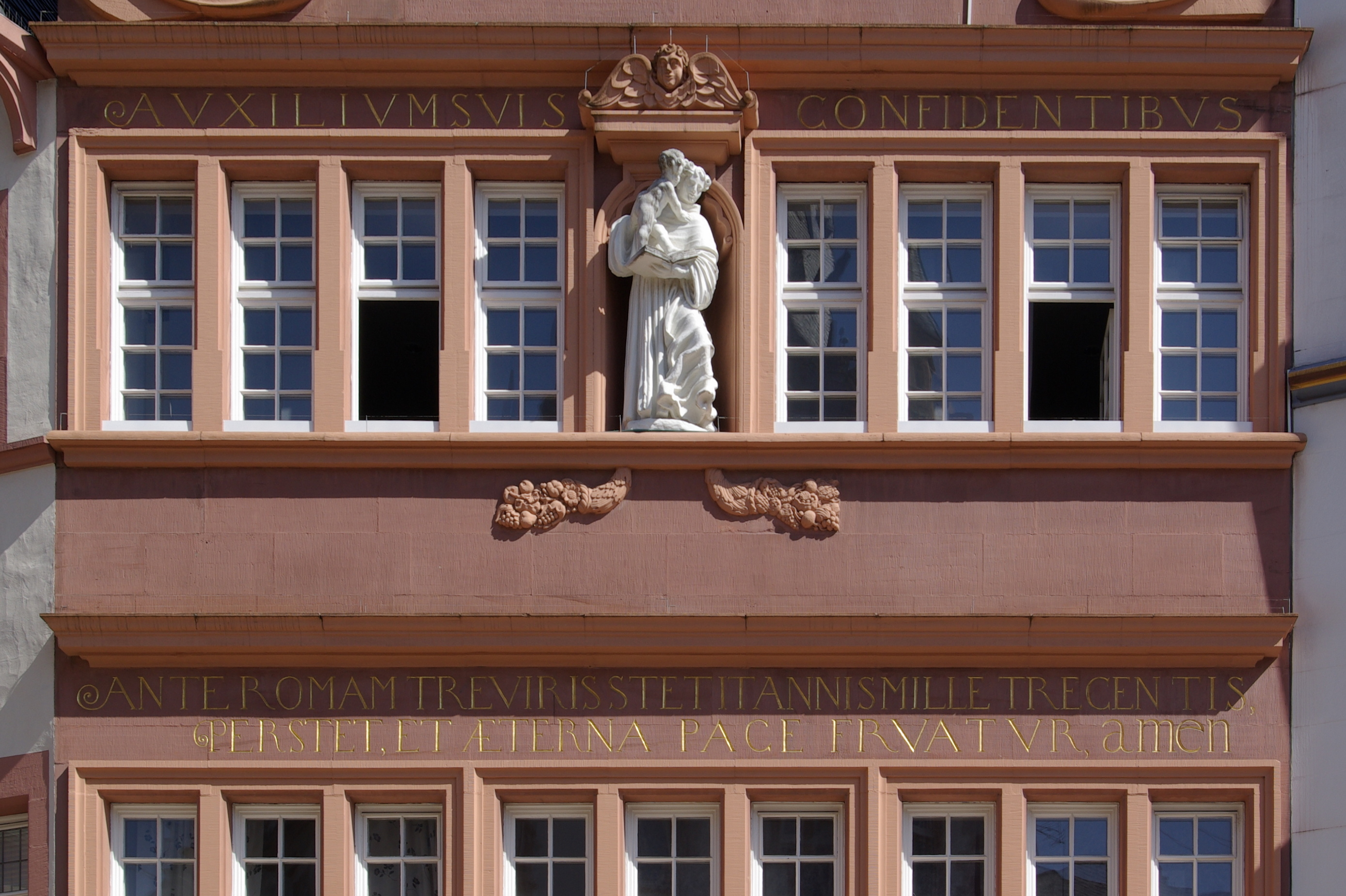
Inschriften am Roten Haus

Das Rote Haus steht in der Dietrichstraße am Marktplatz in Trier. Das Haus wurde 1684 durch den Baumeister Wolfgang Stuppeler für den Domsekretär Johann Wilhelm Polch gebaut. Nach der Zerstörung im Zweiten Weltkrieg am 21. Dezember 1944 wurde das Haus in den Jahren 1968 bis 1970 wiederaufgebaut. Zurzeit befindet sich im Haus ein Café. Auf der Frontseite des Hauses findet man die Inschrift:
ANTE ROMAM TREVIRIS STETIT ANNIS MILLE TRECENTIS.
PERSTET ET ÆTERNA PACE FRVATVR. AMEN.
Das bedeutet:
Eher als Rom stand Trier eintausend und dreihundert Jahre.
Möge es weiter bestehen und sich ewigen Friedens erfreuen.
Diese Zeilen beziehen sich auf die 1105 erstmals aufgezeichnete sagenhafte Gründung der Stadt Trier durch Trebeta, einen legendären assyrischen Prinzen.
Zeitweise wurde auch die nebenan gelegene Steipe als „Rotes Haus“ bezeichnet.